# Ronald Hoop
Ronald Hoop (Nieuw-Nickerie, 4 april 1967) is een Nederlands voormalig voetballer van Surinaamse komaf die als aanvaller speelde.
Hoop begon in het amateurvoetbal en zat kort bij FC Utrecht. Hij brak door bij Telstar en speelde daarna voor Dordrecht'90. In 1996 werd hij gecontracteerd door het Italiaanse Palermo dat in de Serie B speelde. Aansluitend speelde hij voor clubs op het lagere niveau in Zwitserland en Duitsland alvorens zijn spelersloopbaan bij Elinkwijk te besluiten.